# Traveller (Christy Moore)
Traveller è un album di Christy Moore, pubblicato dalla Columbia Sony Music Records nel 1999. Il disco fu registrato al The Well Studio di Dublino (Irlanda).

## Tracce
1. Urgency Culture – 2:06
2. Raggle Taggle Gypsy – 5:21
3. I Loved Her – 3:09
4. Tell It Unto Me – 6:40
5. Rocky Road – 5:09
6. Last Cold Kiss – 4:08
7. Lovely Young Ones – 4:05
8. The Sirens Voice – 4:43
9. Burning Times – 6:40
10. Glastonbury – 1:43
11. The Well – 5:03
12. What's the Story Git? – 2:44

## Musicisti
- Christy Moore - voce, chitarra, bowrawn, accompagnamento vocale
- Donal Lunny - bouzouki
- Dom Muldoon - chitarre
- Leo Pearson - chitarra, percussioni
- Wally Page - chitarra
- The Edge - chitarre
- Liam O'Flynn - cornamuse (uileann pipes)
- Conor Byrne - flauto, fischietto (whistle)
- Andy Moore - voce